# Andrzej Sylwestrzak
Andrzej Władysław Sylwestrzak (ur. 1 stycznia 1942 w Lublinie, zm. 9 maja 2023) – polski prawnik, konstytucjonalista i historyk doktryn politycznych i prawnych, profesor nauk prawnych.

## Życiorys
W 1964 ukończył studia na Uniwersytecie Marii Curie-Skłodowskiej w Lublinie i na dziesięć lat związał się z tą uczelnią zawodowo; był kolejno asystentem i adiunktem (od 1968) na Wydziale Prawa i Administracji. W 1967 uzyskał stopień naukowy doktora nauk prawnych, w 1973 habilitował się. Od 1975 pracownik (docent) Wydziału Prawa i Administracji Uniwersytetu Gdańskiego, kierował od 1986 Katedrą Historii Państwa i Prawa Polskiego. W 1989 został profesorem nadzwyczajnym, w 1991 – profesorem zwyczajnym. Pełnił funkcje prodziekana (1975–1978) i dziekana Wydziału (1981–1984). Od lat 90. związany z kierunkiem administracji, potem prawa i administracji, na uczelni olsztyńskiej (do 1999 na Wyższej Szkole Pedagogicznej, następnie na Uniwersytecie Warmińsko-Mazurskim), kierował Katedrą Prawa Konstytucyjnego oraz Katedrą Teorii i Filozofii Państwa i Prawa. W 2007 przeszedł na emeryturę.
Jego zainteresowania naukowe obejmowały historię myśli politycznej w Oświeceniu, doktryny podziału władzy, historię instytucji kontrolnych w Polsce, szczególnie pozycję Najwyższej Izby Kontroli w II i III Rzeczypospolitej, kontrolę w Unii Europejskiej. Ogłosił przeszło trzysta publikacji, w tym wielokrotnie wznawiany podręcznik Historia doktryn politycznych i prawnych (2007 wydanie siódme), a także m.in. książki Kontrola administracji publicznej w III RP (2006 wydanie trzecie), Najwyższa Izba Kontroli – studium prawnoustrojowe (2006). Był członkiem kolegium redakcyjnego dwumiesięcznika "Kontrola Państwowa". Do 2009 wypromował 24 doktorów, w tym Jerzego Zajadło (1983).
Był członkiem Międzynarodowego Stowarzyszenia Prawa Konstytucyjnego, Polskiego Towarzystwa Prawa Konstytucyjnego, Polskiego Towarzystwa Historycznego. Brał udział w pracach Komisji ds. Przygotowania Projektów Aktów Prawnych przy Prezesie Najwyższej Izby Kontroli i przy Kolegium Najwyższej Izby Kontroli.
Wielokrotny laureat nagród rektorskich na Uniwersytecie Gdańskim, otrzymał też kilka nagród resortowych oraz został odznaczony Złotym Krzyżem Zasługi.
Pochowany na Cmentarzu Srebrzysko w Gdańsku